# Hamideh Abbasali
Hamideh Abbasali est une karatéka iranienne née le 14 mars 1990 en Iran. Elle a remporté la médaille d'or en kumite plus de 68 kg aux Jeux asiatiques de 2014 à Incheon puis la médaille d'argent dans la même catégorie aux championnats du monde de karaté 2014 à Brême.